# 2006 في ماليزيا
فيما يلي قوائم الأحداث التي وقعت خلال عام 2006 في ماليزيا.

## سياسة

### تعيين في المنصب
- 13 ديسمبر – ميزان زين العابدين سلطان ترغكانو يانغ دي-برتوان أغونغ.

## رياضة
- 1 يناير – جائزة ماليزيا الكبرى للدراجات النارية 2006
- 19 مارس – جائزة ماليزيا الكبرى 2006 الفائز جانكارلو فيزيكيلا.

## وفيات

### أبريل
- 23 أبريل – عبد الغفار بابا (مواليد 1925) سياسي ماليزي.